# Beatus ille qui procul negotiis
Beatus ille, qui procul negotiis ist der oft zitierte erste Vers aus dem 2. Gedicht der Epoden des lateinischen Dichters Horaz (65–8 v. Chr.). Er heißt so viel wie Glücklich ist jener, der fern von Geschäften ist; gemeint ist damit die Begeisterung für das Landleben, also fern von der Stadt bzw. den Geschäften.
Das vollständige Zitat lautet:
Beatus ille, qui procul negotiis,

ut prisca gens mortalium, 

paterna rura bobus exercet suis, 

solutus omni faenore; 

Neque excitatur classico miles truci

neque horret iratum mare

forumque vitat et superba civium

potentiorum limina.
(Epodes II, 1-8)
Übersetzung: „Glücklich der Mann, der fern von Geschäften, / wie einst das Menschengeschlecht, / die väterliche Scholle mit seinen Ochsen pflügt, / frei von Schuldenlast; / weder wird er als Soldat vom wilden Signal aufgescheucht / noch ängstigt ihn das grollende Meer, / und er meidet das Forum und die stolzen Paläste / der Mächtigen.“